# 日本オープンオンライン教育推進協議会
一般社団法人日本オープンオンライン教育推進協議会（英：Japan Massive Open Online Courses Promotion Council）は、2012年より米国で始まった無償教育サービス「MOOC」（オンラインで大学レベルの授業を無償で公開し、終了条件を満たした受講者に修了証を提供する）の日本語での無償提供及びその普及・拡大を目的とし、2013年11月に設立された非営利団体である。略称は「JMOOC（ジェイムーク）」。
2014年4月の講座開講を皮切りに、これまでに東京大学、慶応義塾大学、早稲田大学、その他著名人や企業など、会員大学・企業から400を超える講座がJMOOC公認プラットフォームから提供されており、2020年5月時点で延べ受講者は122万人に上る。JMOOCは「良質な講義」を「誰も」が「無料」で学べる学習機会を提供することで、様々な分野における知識レベルの共通化・標準化を推進し、個人が意欲的に学ぶことを支援するとともに、個人の知識やスキルを社会的な評価へ繋げていくことを目指している。

## 活動内容
1. 「質の高い」講座を「無料」で提供[3]
大学レベルの講座を簡単な受講登録のみで学べ、講義動画、テストや課題の採点、修了証発行まで全て無料で提供。従来の大学教育にはアクセスできなかった方も含め、10代から80代まで幅広い年代の方々が受講している。
2. 認定講座による「質の保証」[3]
MOOCとして標準要件を満たしているか否かに加え、専門家としての知識・経験に基づき講座の審査を行っている。審査により認定された講座をJMOOC認定講座とし、講座提供機関や講座の内容によって3つのカテゴリで分類している。
3. 学習支援技術確立へ向けた研究活動[3]
MOOCは、大規模な学習行動データを蓄積且つ分析することで、新たに得た知見を学習支援技術にフィードバックし、継続的学習を目指す取り組みであり、JMOOCでは、主体的にそれらを構築・運営し、学習支援技術の確立に向けた研究活動を推進している。
4. 関係省庁との連携・提言[3]
文部科学省・経済産業省共催で開催されている「理工系人材育成のための産学官円卓会議」においてMOOCを活用した人材育成案を提言するなど、JMOOC提供の「理工系基礎科目講座」を企業や大学にて活用されるよう関係省庁と連携を深めながら進めている。
5. アジア諸国との連携[3]
MOOCを開始しているアジア諸国との間で、技術・運用面等における情報共有をはじめとし、JMOOCのコンテンツ及びプラットフォームを広く公開することで、必要かつ有効な学習機会を提供していく。

## 沿革
- 2013年11月 一般社団法人日本オープンオンライン教育推進協議会、設立
- 2014年4月 　日本初のMOOC講義を開講[4]
- 2017年1月　若手技術者を対象にした理工系基礎科目シリーズのオンライン講座をリリース（現在は、理工系・情報系・ビジネス系基礎講座　全28講座に拡張）
- 2017年3月　韓国MOOCおよびタイMOOCとの覚書調印[5]

## 公認プラットフォーム
- gacco　（2014年-）
- OpenLearning, Japan　（2015年-）
- OUJmooc　（2014年-）
- Fisdom　（2016年2月-）